# Walery Wroblewski

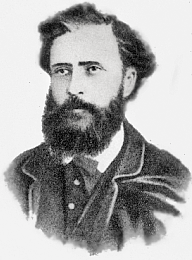
Retrato de Walery Wroblewski.

Walery Wroblewski nació en Zoludek, en Polonia, en 1836 y murió en Ouarville (Eure-et-Loir) en 1908. Fue una personalidad militar de la Comuna de París. 
Nacido en una familia de la aristocracia polaca, estudió en el Instituto de Silvicultura en San Petersburgo, Rusia (Polonia fue anexada al Imperio ruso). Tomó parte en la insurrección polaca de 1863 y se hubo de exiliar en París (1864).
En 1870, durante el asedio de París por los alemanes, la propuesta de crear una legión polaca es rechazada por el Gobierno de Defensa Nacional. Después de la sublevación del 18 de marzo de 1871, el Consejo de la Comuna lo nombró comandante de las fortificaciones. Se refugió después del fracaso de la Comuna en Londres donde se incorporó al Consejo General de la Asociación Internacional de los Trabajadores. Regresó a Francia después de la amnistía de 1880.